# Furadeira

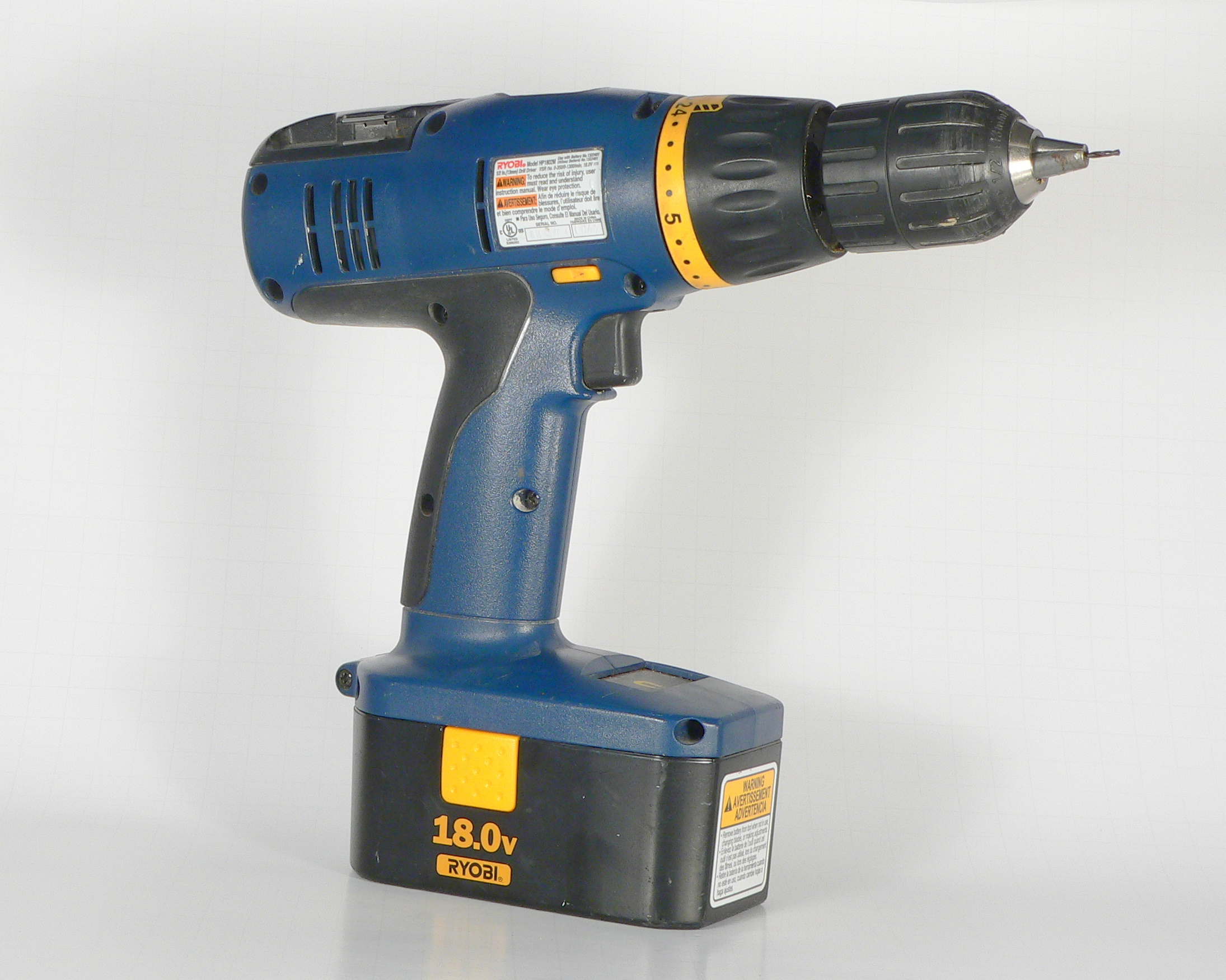
Furadeira a bateria

Uma pua, furadeira (português brasileiro) ou berbequim (português europeu), é uma máquina que tem como função principal a execução de furos. Outras operações, tais como alargamento e rebaixamento, também podem ser realizadas. As furadeiras possuem um sistema de alavanca ou um motor que aplica uma rotação a uma ou mais brocas que são responsáveis pela remoção do material.

## História
Por toda história humana, fez-se necessário executar-se furos nos mais diversos tipos de materiais. Uma antiga ferramenta, predecessora da furadeira atual (elétrica), que ainda podemos encontrar em lojas especializadas é o Arco de pua.

## Brocas
Hastes metálicas que são colocadas no mandril da furadeira para executar o furo, podendo variar o diâmetro e o tipo de material. As mais comuns são:
- Brocas do tipo H - são brocas destinadas à furação de materiais duros e frágeis. Têm o ângulo de hélice com cerca de 15º. São empregadas para ferro fundido de dureza superior a 240 Brinell, latão, ligas de magnésio, borracha dura, fibra, asbesto, baquelite, mármore, carvão, ardósia.
- Brocas do tipo N - são utilizadas para furação em materiais de dureza normal, por exemplo, aço ligado e não ligado, ferro fundido maleável, níquel, ligas de alumínio de cavaco curto. Seu ângulo de hélice fica em torno de 20 a 30º.
- Brocas do tipo W - é destinado à furação de materiais moles. Como exemplo, temos cobre, alumínio e suas ligas de cavaco longo, ligas de zinco, metal branco, celulóide, nylon, perlon, plásticos polivinílicos e PVC. Neste caso, o ângulo de hélice da broca varia entre 30 e 40º.
- Brocas do tipo X - é destinada a marcação e furação de materiais concavos em forma de vincos, de forma com que não formem rachaduras ao redor do corte. Essas brocas geralmente são diamantadas e niqueladas para oferecer melhor precisão e qualidade. O ângulo de hélice da broca fica em 45º e 135º.
- Brocas com videa - para furar concreto (português brasileiro) ou betão (português europeu) ou pedra, tem uma pastilha de metal duro incrustada na ponta.